# Heuschreckenbussard
Der Heuschreckenbussard (Butastur rufipennis), auch Heuschreckenteesa genannt, ist eine 21–40 Zentimeter große Vogelart aus der Familie der Habichtartigen. Die Art ist monotypisch.

## Aussehen
Die Einzeltiere erreichen ein Gewicht von bis zu 3,5 Kilogramm. Die Flügelspannweite beträgt 1,05 Meter. Das Federkleid ist größtenteils dunkelbraun. Nur der Bauch, die Kehle und die Federn an den Beinen sind etwas heller. Der lange Schwanz ist dunkelbraun bis schwarz. Die langen Beine sind hellbraun und mit kräftigen, schwarzen Krallen versehen. Der Schnabel ist gelblich, die Schnabelspitze ist schwarz. Der nackte Bereich um die Augen ist gelb.

## Verbreitung und Lebensraum
Diese Art kommt in den offenen Savannengebieten, Buschlandschaften, im Kulturland und in Halbwüsten südlich der Wüste Sahara von Gambia bis Kenia und Tansania vor.

## Lebensweise
Sein Ruf ist ein "ki-ki-ki-ki-kii"-Laut. Der Heuschreckenbussard ernährt sich vor allem von Termiten und Heuschrecken, selten kleinen Vögeln, Säugern oder Schlangen. Er lauert seiner Beute auf den Ästen hoher, alter Bäume auf. Daneben ist er auch oft in der Nähe von Savannenbränden zu beobachten, wie er aufgeschreckte Tiere erbeutet. In der Trockenzeit ziehen sie in stärker bewaldete Gebiete. Nach der Regenzeit kehren sie in die offenere Savanne zurück.

## Fortpflanzung
Während der Balz vollführen die Paare Flüge bis in eine Höhe von 1000 Metern. Das Nest besteht aus kleineren Zweigen und wird in niedrigen Bäumen angelegt. Die Nistmulde kann einer Tiefe von bis zu 15 Zentimetern erreichen und wird mit grünen Blättern ausgepolstert. Das Weibchen legt 1–3 blau-weiße mit rostroten und schokoladenbraunen Flecken versehene Eier. Die Brutdauer beträgt ca. 35 Tage. Das Brutgeschäft übernimmt das Weibchen allein und wird vom Partner mit Nahrung versorgt. Das Weibchen teilt die Nahrung für die Küken in kleine Portionen und übergibt sie ihnen. Während der Brutzeit findet beim Weibchen die Mauser statt. Wenn das Federkleid wieder vollständig erneuert worden ist, hilft das Weibchen dem Männchen bei der Nahrungsbeschaffung für den Nachwuchs.

## Gefährdung
Aufgrund ihrer weiten Verbreitung und weil für diese Art keine Gefährdungen bekannt sind, stuft die IUCN diese Art als ungefährdet (Least Concern) ein.

## Etymologie und Forschungsgeschichte
Die Erstbeschreibung des Heuschreckenteesas erfolgte 1914 durch Carl Jakob Sundevall unter dem wissenschaftlichen Namen Poliornis rufipennis. Das Typusexemplar wurde von Johan Hedenborg (1787–1865) gesammelt. Bereits 1843 führten Brian Houghton Hodgson die für die Wissenschaft neue Gattung Butastur für den Weißaugenteesa (Butastur teesa (Franklin, 1831)) ein. Dieser Name leitet sich von „buteo“ für „Bussard“ ab. Der Artname „rufipennis“ ist ein lateinisches Wortgebilde aus „rufus“ für „rötlich braun“ und „-pennis“ (von „penna“, „Feder“) für „-geflügelt“.